# Constitució de Catalunya
Constitució de Catalunya és el nom donat a diferents esborranys i projectes de constitució per a Catalunya.

## Projectes i esborranys de Constitució de Catalunya
- 1928: Constitució Provisional de la República Catalana. Obra de Josep Conangla i aprovada per l'Assemblea Constituent del Separatisme Català.
- 1932: Avantprojecte de Constitució de Catalunya.[1]
- 1991: Avantprojecte de Constitució Catalana.[2] Aprovat per Catalunya Lliure.
- 2010: Constitució de Catalunya.[3] Proposta de Reagrupament Independentista.
- 2011: Avantprojecte de Constitució Provisional de la República Catalana.[4]
- 2014: Projecte de Constitució de Catalunya.[5] Proposta d'Enginyers per la Independència.
- 2014: Constitució de Catalunya.[6] Proposta de Constitucio.cat
- 2015: Constitució de la República de Catalunya.[7] Proposta de Santiago Vidal.
- 2016: Constituïm. Avantprojecte de Constitució per a la República Catalana.[8] Constituïm. Iniciativa de 17 persones que amb caràcter totalment altruïsta recull els tres projectes anteriors, Constituïm, Santi Vidal i Enginyers, els fa públics, en recull 3.500 participacions, ho compara amb més de 45 texts constitucionals d'arreu i fa una nova proposta de text per al debat. Aquesta es presenta al Parlament de Catalunya l'11 de maig de 2016, essent rebuts per la Molt Honorable Senyora Carme Forcadell, Presidenta del Parlament de Catalunya.

## Projectes d'elaboració Constitucional
A més dels projectes i esborranys, també hi ha propostes de mètode i procediment per elaborar la Constitució de Catalunya, com el presentat pel Grup Promotor per la Convenció Constitucional a la presidenta del Parlament de Catalunya el 28 de gener de 2015.